# کریستیان وورنس
کریستیان وورنس (به آلمانی: Christian Wörns) بازیکن فوتبال و مدافع اهل آلمان است که از سال ۱۹۹۲ میلادی عضو تیم ملی فوتبال آلمان بوده‌است. وی در ۶۶ بازی ملی حضور داشته است و آخرین بازی ملی خود را در سال ۲۰۰۵ میلادی انجام داد. کریستیان وورنس در بازی‌های ملی‌اش گلی به ثمر نرساند.